# TERASOLUNA
TERASOLUNA（テラソルナ）は株式会社NTTデータのブランドのひとつであり、比較的大規模なシステム開発における開発手順・フレームワーク・サポートなどの製品群により構成されている。

## 製品
2010年3月現在。すべてオープンソース化されており、ダウンロードで無償入手が可能。
- TERASOLUNA Server Framework for Java

JavaフレームワークのデファクトスタンダードであるApache Strutsと、急速に普及が進んでいるSpring Framework、およびO/RマッパーであるiBATISの３つのフレームワークをベースとし、独自タグなどで機能拡張を図ったフレームワークである。StrutsベースのためXML地獄という現象に陥ることがある。
- TERASOLUNA Batch Framework for Java
- TERASOLUNA Server Framework for .NET
- TERASOLUNA Client Framework for .NET
- TERASOLUNA Client Framework for AJAX